# Pixel 9 Pro Fold
Pixel 9 Pro Fold（ピクセル ナイン プロ フォールド）は、アメリカのGoogleが開発した第5世代移動通信システム対応の折りたたみスマホである。
2024年8月13日にMade by Googleで正式に発表され、アメリカ合衆国で9月4日に発売された。

## 仕様

### デザイン
稼働式のディスプレイを備えた折りたたみスマホ。Pixel 9 Pro Foldは外観が一新され、前世代のPixel Foldに比べてディスプレイがより大きく、より薄くなった。前モデルと比較して、閉じた状態で1.5ミリメートル、開いた状態で0.7ミリメートル薄くなっている。カラーバリエーションは、PorcelainとObsidianの2色。

### ハードウェア
Pixel 9 Pro Foldは、カバーディスプレイとインナーディスプレイの両方に有機ELディスプレイを採用している。カバーディスプレイの画面サイズは6.3インチ（16cm）、インナーディスプレイの画面サイズは8インチ。
背面カメラは3つ。
- 広角カメラ : 48MPのQuad PD、ƒ/1.7の開口部、82°の視野角、センサーサイズは1/2インチ。
- 超広角カメラ :10.5 MP Dual PDオートフォーカス、開口部ƒ/2.2、視野角127°、センサーサイズ1/3.4インチ。
- 望遠カメラ :10.8MPデュアルPD、開口部ƒ/3.1、視野角23°、センサーサイズ1/3.2インチ。望遠レンズは光学5倍ズーム、最大20倍のスーパーレスズーム、手ブレ補正が可能[5]。

Pixel 9 Pro Foldには、10MPのデュアルPD前面カメラ（自撮り用）も搭載されており、開口部はƒ/2.2、視野角は87°である。前面カメラのスペックは、折りたたんだ状態でも広げた状態でも全く同じである。
Google Tensorシリーズの第4世代チップであるTensor G4と、Titan M2 セキュリティコプロセッサを搭載している。この新しいモデムにより、通話品質が向上し、衛星経由で緊急サービスに接続できるようになった。

### ソフトウェア
Pixel 9 Pro Foldは、多くの新しい人工知能(AI)を使用した機能を搭載している。既存のGeminiチャットボットをベースにした会話AIであるGemini Liveや 写真の撮影者を集合写真に追加できる編集機能のAdd Me、 テキストから画像を生成できるPixel Studio（ローカルで操作可能）などの機能が利用できる。
発売当初、Google Pixel 9 Pro FoldにはAndroid 14が搭載されていた。しかし、2024年10月15日、Pixel 9 Pro Foldは、Pixel 9シリーズ製品の他の機種とともに、Android 15へのアップデートを受けた（機能低下の形で）。グーグルは、Pixel 9 Pro Foldは合計7年間のOSとセキュリティのアップデートを受けると主張しており、これはこの機種が2031年までサポートされることを意味する。

## 日本での展開
2024年9月4日にGoogle Store、NTTドコモ、au、ソフトバンクより発売。